# Zagrebačka banka
Zagrebačka banka – chorwacki bank uniwersalny z siedzibą w Zagrzebiu.
Został założony w 1914 roku. W latach 1914–1977 nosił nazwę Gradska štedionica. W 1989 roku jako pierwszy bank w Socjalistycznej Republice Chorwacji został przekształcony w spółkę akcyjną. W 2002 roku stał się członkiem włoskiej grupy UniCredit. Do grupy zależnych instytucji finansowej Zagrebačkiej banki należą m.in.: Prva stambena štedionica, ZB Invest, Zagreb nekretnine i bośniacki BiH Unicredit Bank d.d.